# Göte Göransson
Fredrik Göte Göransson, född 1 mars 1921 i Ljusnarsbergs församling, Örebro län död 8 mars 2015 i Rönö, Nyköping, var en svensk tecknare och illustratör. 

## Biografi
Göte Göransson var född och uppvuxen i den västmanländska Bergslagen. Han flyttade tidigt till Stockholm och försörjde sig som skämttecknare och reklamillustratör. Han gjorde många bokomslag och var anlitad illustratör i olika veckotidningar.
Göransson hade ingen formell utbildning utan var så kallat självlärd och vistades under längre perioder i USA, Spanien och Schweiz. På 1950-talet började han att teckna serier, men övergick senare alltmer till att illustrera svenska läromedelsböcker, främst i ämnet historia, till exempel Natur & Kulturs historieböcker för grundskolan; "Ur folkens liv". Ett av hans kanske mest spridda verk är boken "Karoliner" som gavs ut av förlaget Bra Böcker år 1976 med text av historikern Alf Åberg. Boken fick senare uppföljare såsom "Gustav Vasa och hans folk" (1984) och "Gustav II Adolf och hans folk" (1994) där Göte Göransson både illustrerade och skrev texterna. 
Han flyttade till Nyköpingstrakten i början av 1980-talet och kom där att illustrera flera lokalhistoriska böcker. Han illustrerade också ett större verk om insekter.
År 1984 fick Göte ta emot Bild och Ord akademiens Sven Lidman-pris som syftar till att belöna god information i ord och bild i medier. År 2002 tilldelades han Alf Henrikson-priset för sin bok "Insektsvandringar" med motiveringen: ”I Göte Göranssons text och teckningar växer insektsvärlden fram med magisk exakthet. Vetenskaplig noggrannhet och konstnärlig gestaltning förenas i hans ingående och ömsinta iakttagelser av krypens liv och väsen.”

### Serier tecknade av Göte Göransson
- Texas Jim
- Biggles
- Sinuhe egyptiern
- Bröderna Jellonhjärta
- Kattedammens hemlighet

### Böcker med illustrationer av Göte Göransson
- Alf Åberg & Göte Göransson. Karoliner. 1976.
- Göte Göransson. Gustav Vasa och hans folk. 1984.
- Göte Göransson. Gustav II Adolf och hans folk. 1994.
- Björn Axel Johansson (red). Regalskeppet Kronan. 1985.
- Göte Göransson. Svensk historia. 1984.
- Göran Burenhult. Speglingar av det förflutna. 1990.
- Göte Göransson. Mina insektsvandringar. 2001.
- Håkan Norén. Nyköpings historia - del 1.2001.
- Håkan Norén. Nyköpings historia - del 2.
- Jonas Wikborg (red). Påljungshage - forntid i Nyköpingstrakten. 2014.
- Göte Göransson. Vallpojken. 1996.
- Göte Göransson. Indianpojken. 1997.